# JIL
JIL ist die Jugendbewegung von Marriage Encounter (ME). Die Abkürzung steht für Jesus invites us to love.
Die nach Staaten gegliederte Organisation veranstaltet weltweit Wochenendseminare für Jugendliche, in denen im Sinne der Encounter-Bewegung Anregungen zur vertieften Begegnung unter Einbeziehung der Gefühle gegeben werden.
Die Seminare sind primär für Einzelpersonen gedacht, die im christlichen Glauben stehen, doch können auch Fernstehende teilnehmen, sofern sie gegenüber religiösen Inhalten offen sind. Es gibt auch Sonderformen für befreundete Paare und für Verlobte („Engaged Encounter“).
Die zweitägigen Seminare finden an Wochenenden statt, meistens in kleinen Veranstaltungszentren oder katholischen Bildungshäusern. Geleitet werden sie von einem in ME erfahrenen Ehepaar und einem Priester.
Organisationen weltweit:
1972: Belgien, Frankreich
1973: Niederlande
1974: Chile
1975: Indonesien
1976: Spanien, Nordirland
1977: Schottland
1978: Italien
1979: Österreich
1981: DDR, Sambia, Madagaskar, Schweiz, Portugal
1984: Ungarn
1988: Polen
1991: Ukraine
1993: Norwegen, Dänemark